# آران‌ای ریبوزومی ۵اس
آراِن‌اِی ریبوزومیِ ۵اِس (5S rRNA) یک مولکول آراِن‌اِی ریبوزومی با طول تقریبی ۱۲۰ نوکلئوتید با جرم ۴۰ کیلو دالتون است. این آراِن‌اِی یک جزء ساختاری و عملکردی زیرواحد بزرگ ریبوزوم در همهٔ اَشکال حیات (باکتری‌ها، باستانی‌ها و یوکاریوت‌ها)، به استثنای ریبوزوم‌های میتوکندری قارچ‌ها و جانوران است. نام ۵اِس به سرعت ته‌نشینی مولکول در یک اولتراسانتریفیوژ اشاره دارد که با واحد سودبرگ (S) اندازه‌گیری می‌شود.

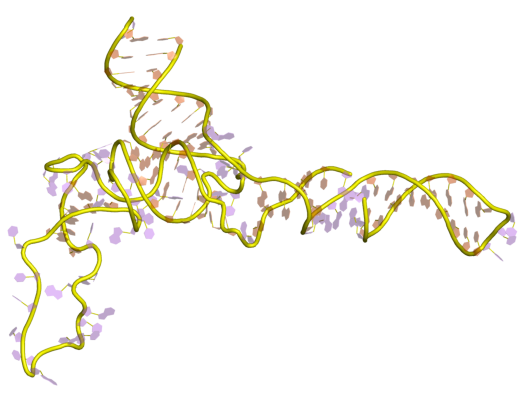
نمایش سه‌بعدی از یک مولکول آراِن‌اِی ریبوزومی ۵اِس. این ساختار از آراِن‌اِی ریبوزومیِ ۵اِس از زیرواحد ۵۰اس ریبوزوم اشریشیا کلی و بر پایهٔ بازسازی میکروسکوپ الکترونی عبوری است.